# Distrito Centro (Las Palmas de Gran Canaria)

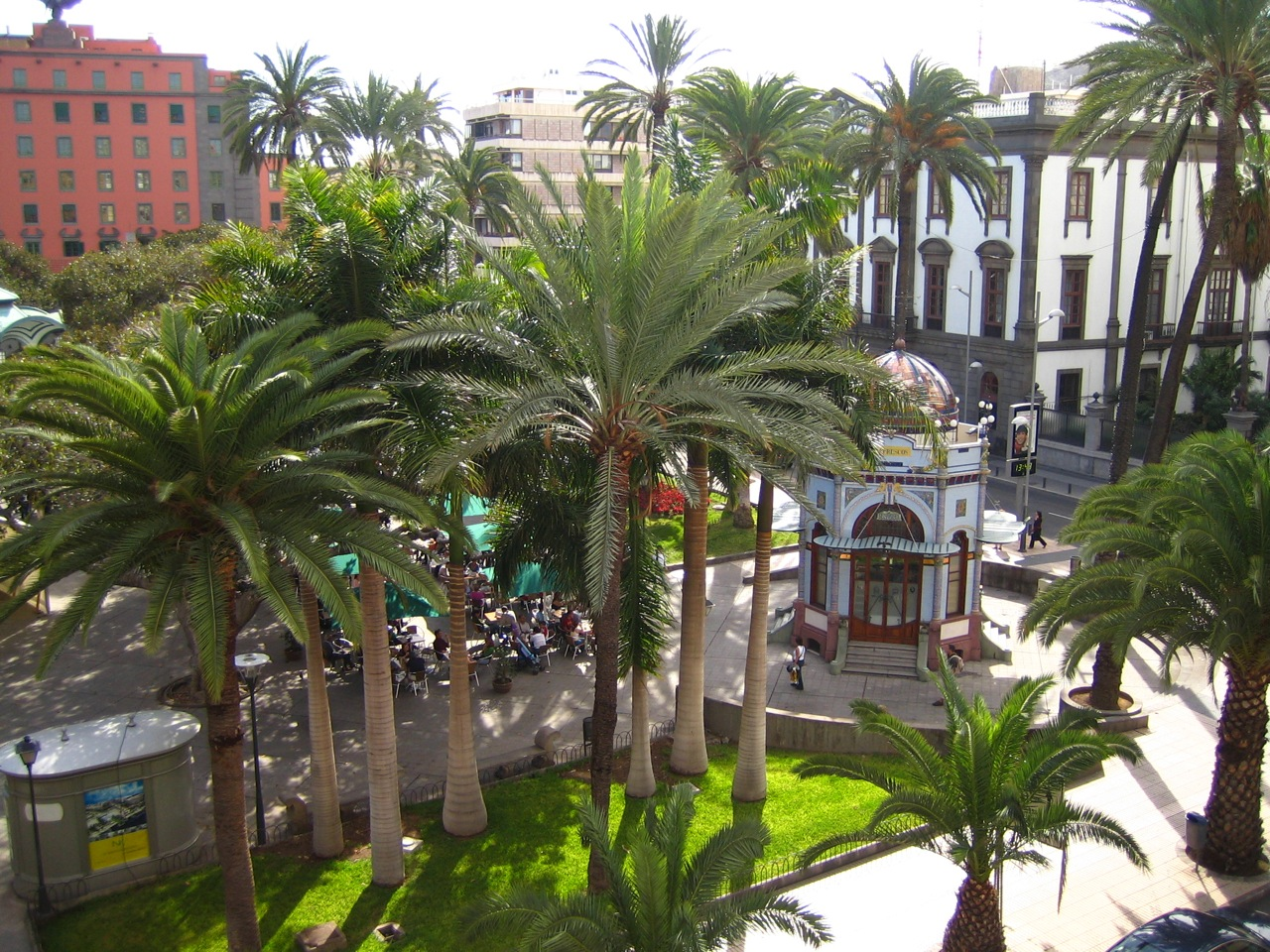
Parque San Telmo, Triana.

El Distrito Centro es uno de los cinco distritos en que se divide administrativamente el término municipal de Las Palmas de Gran Canaria.

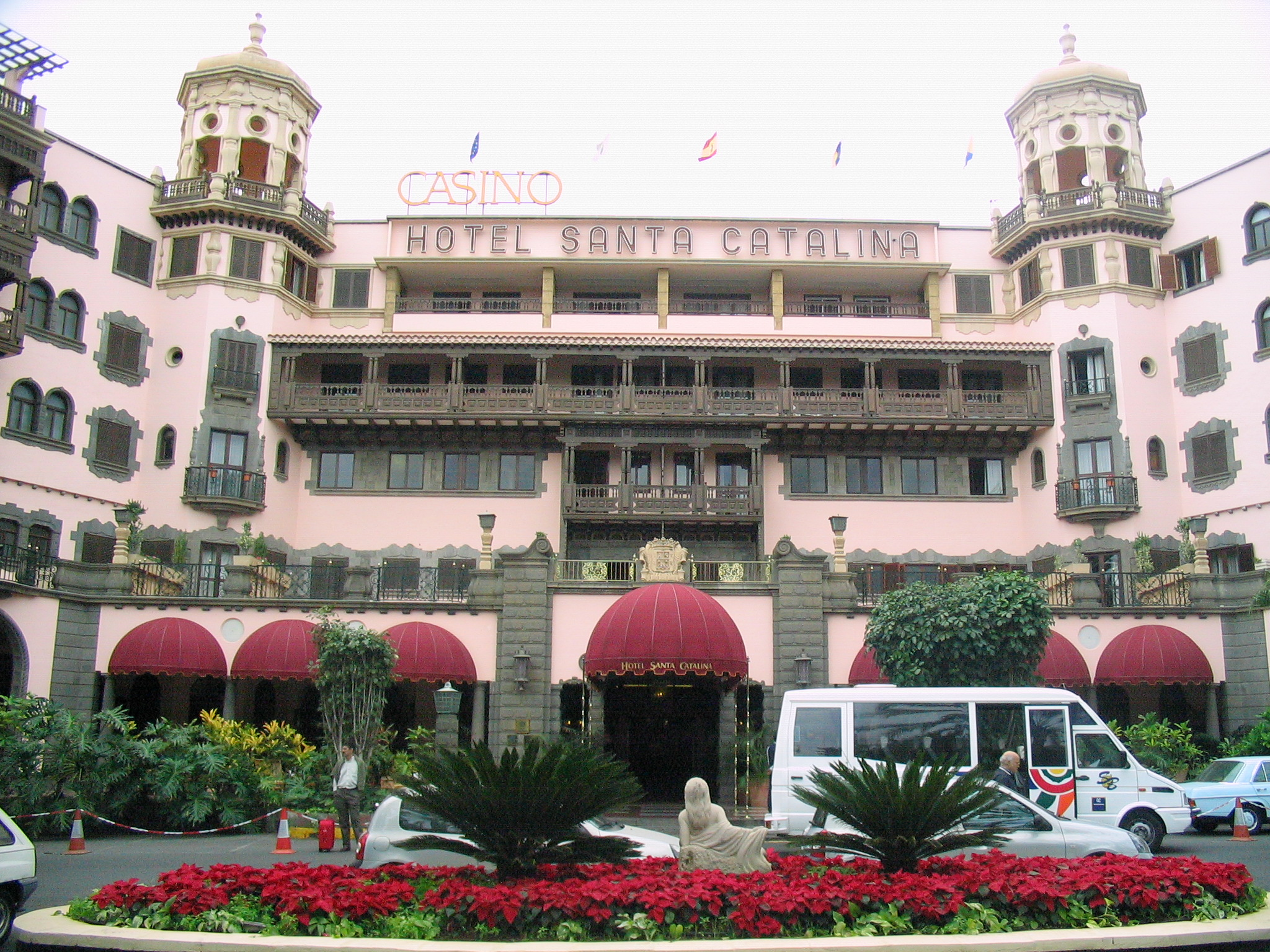
Hotel Santa Catalina, Ciudad Jardín.

Cuenta con 88 546 habitantes y comprende los barrios de Alcaravaneras, Casablanca III, Canalejas, Ciudad Jardín, Fincas Unidas, La Paterna, Lugo, Lomo Apolinario, Míller, Miller Industrial, San Francisco-San Nicolás, Triana y Los Tarahales.
En el distrito centro de la capital de la isla de Gran Canaria entre otros sitios carismáticos encontramos la Playa de Las Alcaravaneras, la Calle Mayor de Triana una de las más emblemáticas de la ciudad de Las Palmas de Gran Canaria, el Parque Doramas, el Parque San Telmo o la Plaza de la Fuente Luminosa. 

## Edificios y lugares de interés
- Playa de Las Alcaravaneras
- Teatro Pérez Galdós
- Gabinete Literario
- Museo Néstor
- Pueblo Canario
- Castillo de San Francisco
- Centro Insular de Deportes